# جيمس إل. بول
جيمس إل. بول (بالإنجليزية: James L. Pohl)‏ هو قاضي أمريكي، ولد في القرن العشرين.